# Caillac
Caillac is een gemeente in het Franse departement Lot (regio Occitanie) en telt 533 inwoners (1999). De plaats maakt deel uit van het arrondissement Cahors.

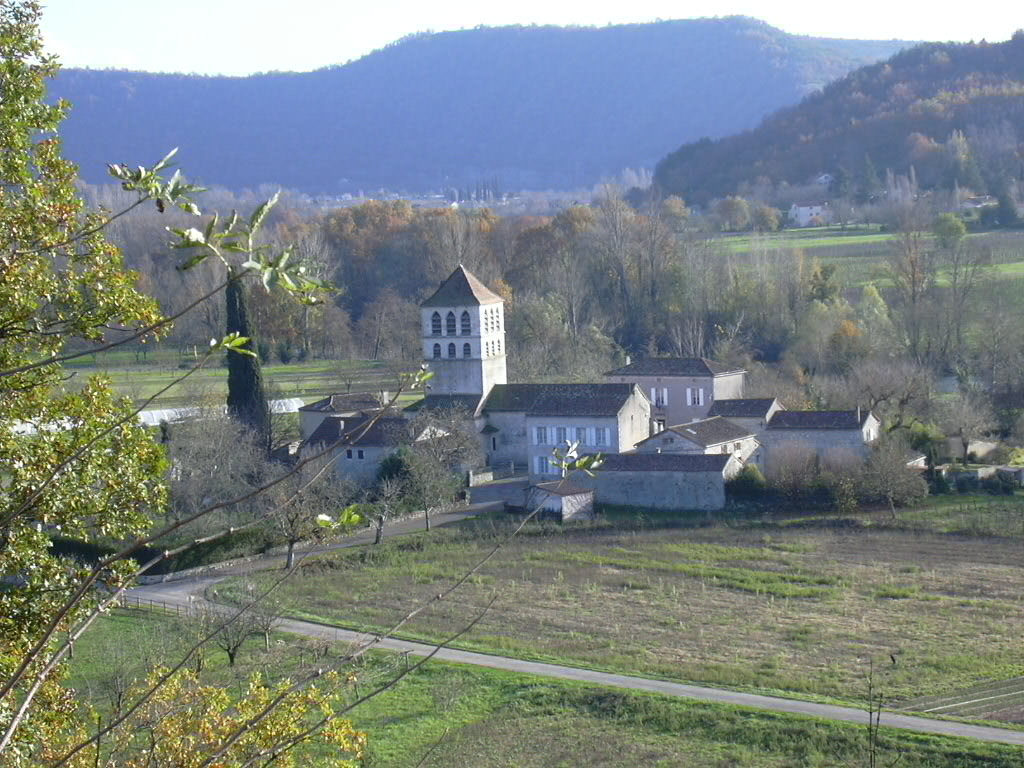
Caillac
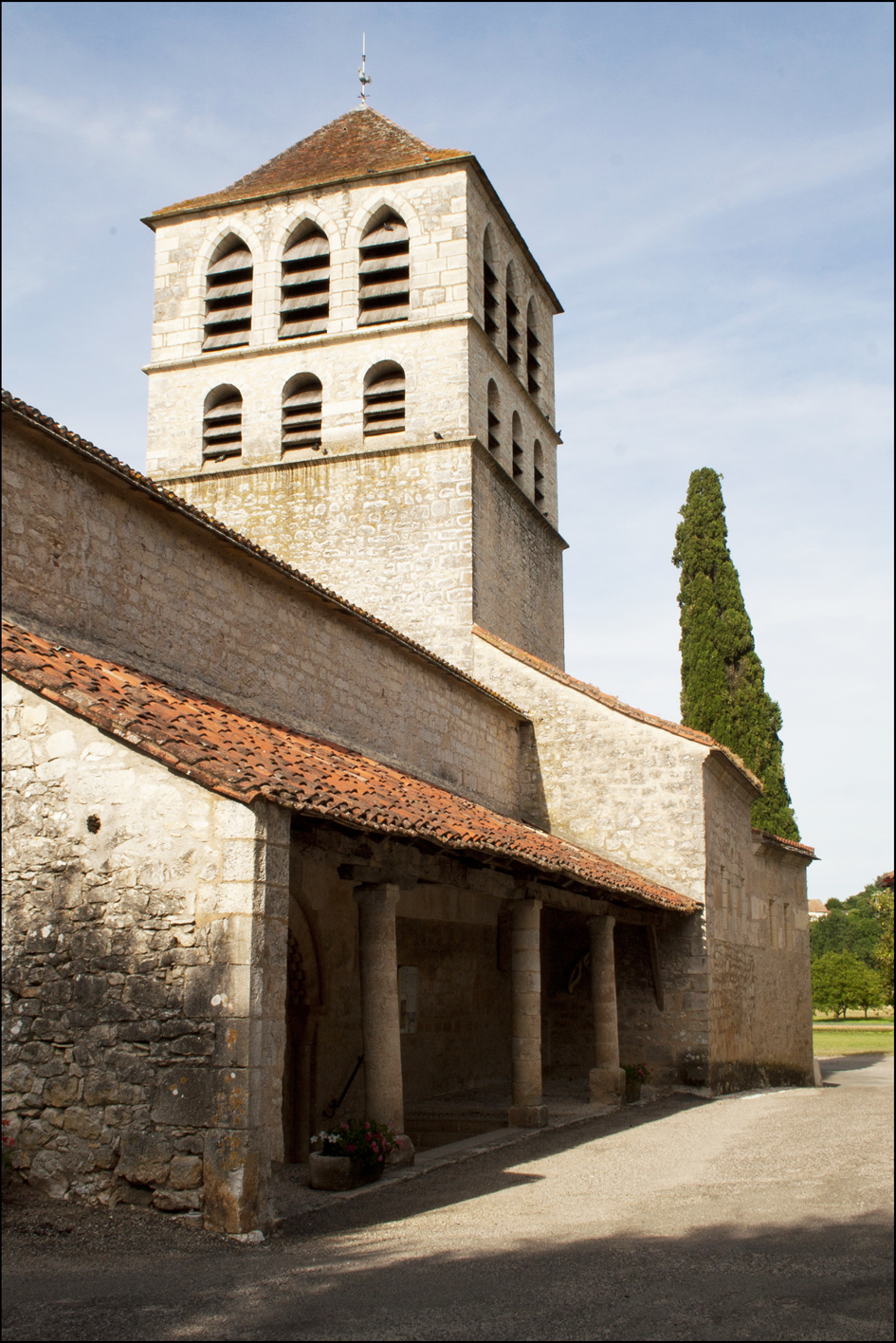
Kerk van Caillac
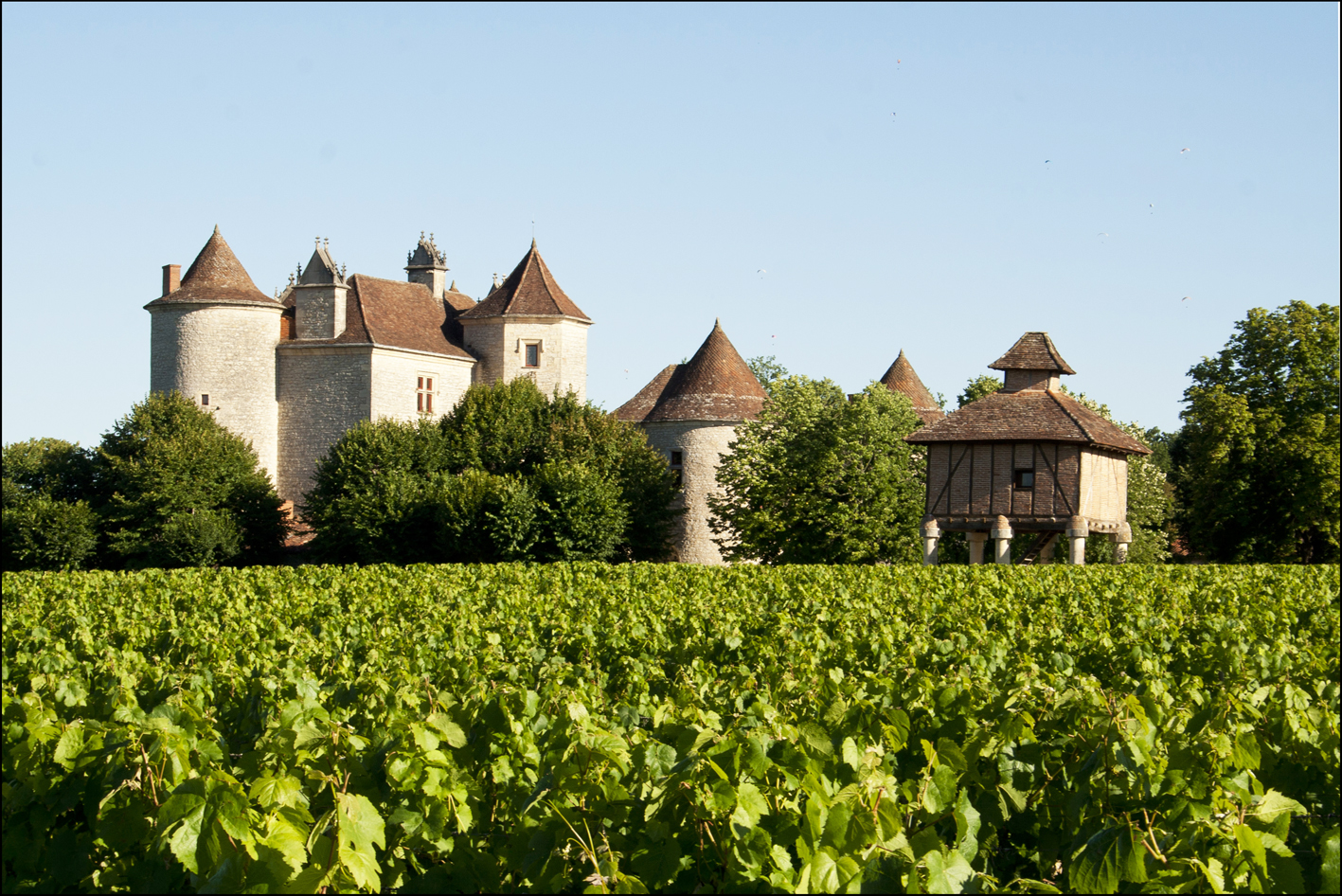
Château Lagrezette

## Geografie
De oppervlakte van Caillac bedraagt 7,4 km², de bevolkingsdichtheid is 72,0 inwoners per km².
De onderstaande kaart toont de ligging van Caillac met de belangrijkste infrastructuur en aangrenzende gemeenten.

## Demografie
Onderstaande figuur toont het verloop van het inwonertal (bron: INSEE-tellingen).